# Copa Suat 2012
La Copa Suat (por motivos de patrocinio) es un torneo de verano de fútbol de carácter amistoso que se disputó en el Estadio Luis Franzini en Montevideo, Uruguay en el 2012. En su segunda edición, se jugó en su totalidad en el Estadio Luis Franzini de Montevideo, Uruguay, en los días 20 y 22 de enero de 2012.

## Participantes
En esta edición participaron los siguientes equipos:
| Defensor Sporting | Danubio | Unión de Santa Fe | Tacuary |
| ----------------- | ------- | ----------------- | ------- |

## Resultados
|  | Semifinales                | Semifinales                |       |                   | Final                      | Final |  |
|  |                            |                            |       |                   |                            |       |  |
|  |                            |                            |       |                   |                            |       |  |
|  | Viernes 20 de enero, 20:00 |                            |       |                   |                            |       |  |
|  | Unión                      | 4                          |       |                   |                            |       |  |
|  | Tacuary                    | 0                          |       |                   |                            |       |  |
|  |                            |                            |       |                   |                            |       |  |
|  |                            |                            |       |                   | Domingo 22 de enero, 22:00 |       |  |
|  |                            |                            |       |                   | Defensor Sporting          | 1 (7) |  |
|  |                            | Unión                      | 1 (6) |                   |                            |       |  |
|  |                            |                            |       |                   |                            |       |  |
|  |                            |                            |       |                   |                            |       |  |
|  |                            |                            |       |                   | Tercer puesto              |       |  |
|  | Viernes 20 de enero, 22:00 | Viernes 20 de enero, 22:00 |       | Domingo 22, 22:00 | Domingo 22, 22:00          |       |  |
|  | Defensor Sporting          | 3                          |       | Tacuary           | 2                          |       |  |
|  | Danubio                    | 1                          |       |                   | Danubio                    | 2     |  |

### Semifinales
| 20 de enero de 2012, 20:00 | Unión                                                            | 4:0 (2:0) | Tacuary | Estadio Luis Franzini, Montevideo |                            |
|                            | Fausto Montero 12' · Rodrigo Erramuspe 31' · Diego Jara 58', 73' | Reporte   |         | Árbitro(s): Fernando Falce        | Árbitro(s): Fernando Falce |

| 20 de enero de 2012, 22:15 | Defensor Sporting                                                  | 3:1 (2:1) | Danubio          | Estadio Luis Franzini, Montevideo |                            |
|                            | Brahian Alemán 4' · Nicolás Olivera 35' · Maximiliano Callorda 90' | Reporte   | Álvaro Mello 47' | Árbitro(s): Líber Prudente        | Árbitro(s): Líber Prudente |

### Tercer puesto
| 22 de enero de 2012, 20:00 | Tacuary                               | 2:2 (0:1) | Danubio                                       | Estadio Luis Franzini, Montevideo |                          |
|                            | Cirilo Mora 56' · Diego Centurión 65' | Reporte   | Leonardo Melazzi 55' · Emiliano Velázquez 90' | Árbitro(s): Andrés Cunha          | Árbitro(s): Andrés Cunha |

### Final
| POR  | Yonatan Irrazábal |     |
| DEF  | Robert Herrera    |     |
| DEF  | Ramón Arias       |     |
| DEF  | Néstor Moiraghi   |     |
| DEF  | Diego Rodríguez   |     |
| MED  | Juan Carlos Amado |     |
| MED  | Federico Pintos   | 52' |
| MED  | Diego Rodríguez   | 45' |
| DEL  | Diego Rolán       |     |
| DEL  | Ignacio Risso     | 89' |
| DEL  | Nicolás Olivera   | 62' |
| D.T. | Gustavo Díaz      |     |

| POR  | Enrique Bologna     |     |
| DEF  | Rodrigo Erramuspe   |     |
| DEF  | Juan Pablo Avendaño |     |
| DEF  | Nicolás Correa      |     |
| DEF  | Juan Pablo Cárdenas | 45' |
| MED  | Fausto Montero      | 75' |
| MED  | Pablo Míguez        |     |
| MED  | Matías Donnet       | 78' |
| MED  | Jorge Velázquez     |     |
| DEL  | Juan Pablo Pereyra  | 62' |
| DEL  | Diego Jara          | 82' |
| D.T. | Darío Kudelka       |     |

| MED | Maximiliano Callorda | 45' |
| MED | Brahian Alemán       | 52' |
| MED | Gastón Puerari       | 62' |
| DEL | Juan Fernández       | 89' |

| DEF | Alejandro Pérez  | 45' |
| DEL | Pablo Magnín     | 62' |
| DEL | Fabricio Núñez   | 75' |
| MED | Alexis Fernández | 78' |
| DEF | Gonzalo Vera     | 86' |

| Anotado | 23' | Diego Rolán | 1-0 |

| Anotado | 48' | Fausto Montero | 1-1 |

| Alemán    | Fallo de penal   | 0:0 |                  |           |
|           |                  | 0:1 | Acierto de penal | Bologna   |
| Puerari   | Acierto de penal | 1:1 |                  |           |
|           |                  | 1:2 | Acierto de penal | Magnin    |
| Rolán     | Acierto de penal | 2:2 |                  |           |
|           |                  | 2:2 | Fallo de penal   | Vera      |
| Moiraghi  | Acierto de penal | 3:2 |                  |           |
|           |                  | 3:3 | Acierto de penal | Erramuspe |
| Callorda  | Acierto de penal | 4:3 |                  |           |
|           |                  | 4:4 | Acierto de penal | Avendaño  |
| Rodríguez | Acierto de penal | 5:4 |                  |           |
|           |                  | 5:5 | Acierto de penal | Fernández |
| Amado     | Acierto de penal | 6:5 |                  |           |
|           |                  | 6:6 | Acierto de penal | Míguez    |
| Fernández | Acierto de penal | 7:6 |                  |           |
|           |                  |     |                  |           |
|           |                  | 7:6 | Fallo de penal   | Correa    |

| Amonestado | 37' | Juan Carlos Amado |

| Amonestado | 10' | Juan Pablo Avendaño |
| Amonestado | 35' | Nicolás Correa      |
| Amonestado | 39' | Pablo Míguez        |
| Amonestado | 81' | Alejandro Pérez     |

| Expulsado | 83' | Ramón Arias |

| Expulsado | 79' | Fabricio Núñez |

| Árbitro:             | Leodán González |
| Árbitros asistentes: | Leonel Giménez  |
| Árbitros asistentes: | Daniel Castro   |
| Árbitros asistentes: | Reporte         |

| POR  | Yonatan Irrazábal |     |
| DEF  | Robert Herrera    |     |
| DEF  | Ramón Arias       |     |
| DEF  | Néstor Moiraghi   |     |
| DEF  | Diego Rodríguez   |     |
| MED  | Juan Carlos Amado |     |
| MED  | Federico Pintos   | 52' |
| MED  | Diego Rodríguez   | 45' |
| DEL  | Diego Rolán       |     |
| DEL  | Ignacio Risso     | 89' |
| DEL  | Nicolás Olivera   | 62' |
| D.T. | Gustavo Díaz      |     |

| POR  | Enrique Bologna     |     |
| DEF  | Rodrigo Erramuspe   |     |
| DEF  | Juan Pablo Avendaño |     |
| DEF  | Nicolás Correa      |     |
| DEF  | Juan Pablo Cárdenas | 45' |
| MED  | Fausto Montero      | 75' |
| MED  | Pablo Míguez        |     |
| MED  | Matías Donnet       | 78' |
| MED  | Jorge Velázquez     |     |
| DEL  | Juan Pablo Pereyra  | 62' |
| DEL  | Diego Jara          | 82' |
| D.T. | Darío Kudelka       |     |

| MED | Maximiliano Callorda | 45' |
| MED | Brahian Alemán       | 52' |
| MED | Gastón Puerari       | 62' |
| DEL | Juan Fernández       | 89' |

| DEF | Alejandro Pérez  | 45' |
| DEL | Pablo Magnín     | 62' |
| DEL | Fabricio Núñez   | 75' |
| MED | Alexis Fernández | 78' |
| DEF | Gonzalo Vera     | 86' |

| Anotado | 23' | Diego Rolán | 1-0 |

| Anotado | 48' | Fausto Montero | 1-1 |

| Alemán    | Fallo de penal   | 0:0 |                  |           |
|           |                  | 0:1 | Acierto de penal | Bologna   |
| Puerari   | Acierto de penal | 1:1 |                  |           |
|           |                  | 1:2 | Acierto de penal | Magnin    |
| Rolán     | Acierto de penal | 2:2 |                  |           |
|           |                  | 2:2 | Fallo de penal   | Vera      |
| Moiraghi  | Acierto de penal | 3:2 |                  |           |
|           |                  | 3:3 | Acierto de penal | Erramuspe |
| Callorda  | Acierto de penal | 4:3 |                  |           |
|           |                  | 4:4 | Acierto de penal | Avendaño  |
| Rodríguez | Acierto de penal | 5:4 |                  |           |
|           |                  | 5:5 | Acierto de penal | Fernández |
| Amado     | Acierto de penal | 6:5 |                  |           |
|           |                  | 6:6 | Acierto de penal | Míguez    |
| Fernández | Acierto de penal | 7:6 |                  |           |
|           |                  |     |                  |           |
|           |                  | 7:6 | Fallo de penal   | Correa    |

| Amonestado | 37' | Juan Carlos Amado |

| Amonestado | 10' | Juan Pablo Avendaño |
| Amonestado | 35' | Nicolás Correa      |
| Amonestado | 39' | Pablo Míguez        |
| Amonestado | 81' | Alejandro Pérez     |

| Expulsado | 83' | Ramón Arias |

| Expulsado | 79' | Fabricio Núñez |

| Árbitro:             | Leodán González |
| Árbitros asistentes: | Leonel Giménez  |
| Árbitros asistentes: | Daniel Castro   |
| Árbitros asistentes: | Reporte         |

| Campeón           |
| Defensor Sporting |
| 1.° título        |